# Francouzský protektorát Laos
Francouzský protektorát Laos byl francouzský protektorát v jihovýchodní Asii na území dnešního Laosu. Existoval v letech 1893 až 1953 s krátkým meziobdobím v roce 1945, kdy zde byl japonský loutkový stát. Protektorát byl ustanoven po francouzsko-siamské válce v roce 1893 z původně siamského vazala Království Luang Phrabang. Protektorát byl začleněn do Francouzské Indočíny a v následujících letech byly k protektorátu připojeny další siamské vazalské státy, a to v roce 1899 Muang Phuan a v roce 1904 Království Champasak.
Protektorát Luang Phrabang byl nominálně pod vládou svého krále, ale faktická moc ležela v rukou místního francouzského generálního guvernéra, který podléhal generálnímu guvernérovi Francouzské Indočíny. Později připojené regiony však byly pod přímou francouzskou vládou. Během druhé světové války byla v roce 1945 krátce vyhlášena jeho nezávislost během japonské okupace. Po kapitulaci Japonska nově vzniklá vláda Lao Issara krátce vzdorovala opětovné francouzské nadvládě. Tento pokus však definitivně selhal v dubnu 1946 a francouzský protektorát byl obnoven. Laoské království získalo plnou nezávislost na základě Francouzsko-laoské smlouvy v roce 1953, kterou tak byla ukončena první válka v Indočíně. Rozpad Francouzské Indočíny byl dokončen v roce 1954 během Ženevské konference.

## Vznik protektorátu

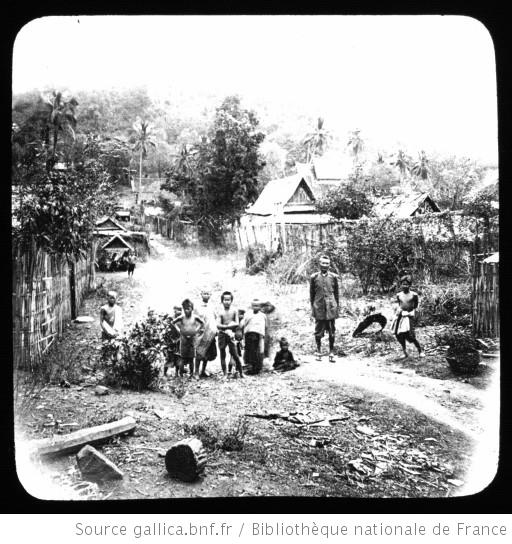
Francouzský úředník s laoskými dětmi v Luang Phrabangu, 1887

Po zisku Kambodže v roce 1863 podnikli francouzští průzkumníci pod vedením Ernesta Doudarta de Lagrée několik cest podél řeky Mekong, aby objevili nové obchodní partnery pro Francouzský protektorát Kambodža. V roce 1885 byl v Království Luang Phrabang ustanoven francouzský konzulát. V té době bylo království vazalem Siamského království, kterému vládl král Chulalongkorn. Ten se obával francouzských plánů anektovat Luang Prabang, proto podepsal s Francouzi dne 7. května 1886 smlouvu, která uznávala thajskou svrchovanost nad laoským královstvím.
Koncem roku 1886 byl vicekonzulem v Luang Prabangu jmenován Auguste Pavie, který měl na starosti expedice probíhající na laoském území s možností přeměnit Laos na francouzské teritorium. V roce 1888 čínské ozbrojené síly známé jako Armáda černé vlajky vyhlásily válku Siamu a jeho vazalskému státu Luan Prabang vypleněním jeho hlavního města. Pavie se spolu s francouzskými vojáky do konfliktu zapojili a pomohli s evakuací laoské královské rodiny do bezpečí. Navíc se francouzské jednotky z Hanoje později přesunuly do Luang Prabangu, aby odsud vyhnaly jednotky Armády černé vlajky. Po svém návratu do hlavního města požádal král Oun Kham o vytvoření francouzského protektorátu. Pavie později poslal králův požadavek francouzské vládě do Paříže. Dohoda o vytvoření protektorátu byla podepsána 27. března 1889 i přes nesouhlas Siamu.
Po uplynutí ultimáta vstoupily obě země v roce 1893 do války, která vyvrcholila paknamským incidentem, kdy francouzské válečné lodi vpluly do Bangkoku i přes sliby, které Francie dala Spojenému království. Siamské království bylo donuceno uznat francouzskou kontrolu nad východním břehem řeky Mekong. Pavie i nadále podporoval francouzské expedice na laoském území a také oblasti dal moderní název Laos. Po přijetí podmínek Siamem byl oficiálně ustanoven Francouzský protektorát Laos a jeho administrativní hlavní město se přesunulo z Luang Prabangu do Vientiane. Bývalé hlavní město Luang Prabang zůstalo sídlem královské rodiny, jejíž další role byla nadále již pouze reprezentační zatímco faktická moc byla přesunuta do rukou francouzských úředníků. V lednu 1896 podepsala Francie s Velkou Británií smlouvu uznávající státní hranici mezi francouzským Laosem a britskou Barmou.

## Reorganizace

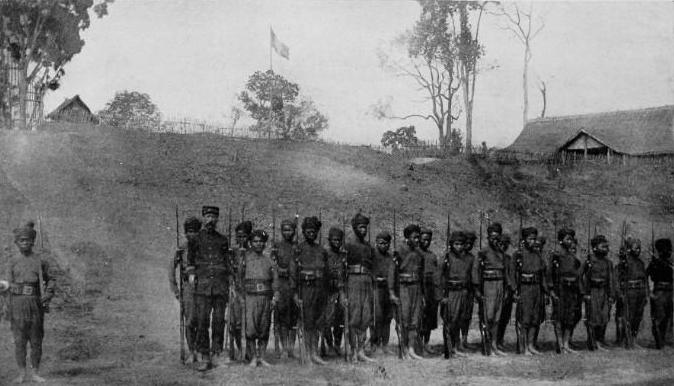
Místní laoští vojáci Francouzské koloniální gardy, kolem roku 1900

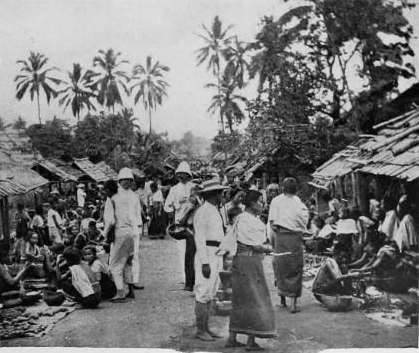
Trh v Luang Prabangu, kolem roku 1900

V roce 1898 byl Laos již plně integrován do Francouzské Indočíny, která vznikla v roce 1887 sjednocením francouzských držav ve Vietnamu a Kambodži. Později byl do Vientiane dosazen koloniální guvernér a počet laoských provincií se zvýšil ze dvou (Haut-Laos a Bas-Laos) na deset. Laoský panovník ve Luang Prabangu byl i nadále oficiálním vládcem nad touto provincií a stále existoval i královský dvůr. Ostatních devět provincií bylo pod přímou francouzskou vládou, kdy každá z provincií měla místního guvernéra a vojenskou posádku. Byly také zavedeny nové daně, které pomáhaly s financováním koloniální vlády.
Dohoda z roku 1902 donutila Siamské království vzdát se území i na západním břehu Mekongu. V roce 1904 byla ustanovena nová hranice mezi Laosem a Kambodží poté, co Siamské království přepustilo Francii oblasti Meluprey a Království Champasak. Na rozdíl od Království Luang Phrabang neviděli francouzští úředníci žádný přínos ve smlouvě o protektorátu s nově získaným královstvím, které tak 22. listopadu 1904 oficiálně zaniklo. Jeho území pak bylo pod přímou francouzskou koloniální správou. A tak vnitřní reorganizací provincií a přenecháním jejich některých jižních části francouzské Kambodži zmizelo Království Champasak z mapy a jeho název nadále připomínala pouze provincie Champasak. Poslední jeho král Ratsadanay si však mohl ponechat svůj titul až do konce svého života a stal se také guvernérem provincie Champasak, jehož administrativní centrum bylo roku 1908 přesunuto do Pakse. V roce 1934 byl Ratsadanay kvůli svému věku zbaven úřadu.
Francouzské plány na rozšíření laoského území skončily v roce 1907 poté, co Siamské království začalo spolupracovat s Brity, kteří tak chtěli kontrolovat expanzivní plány Francouzské Indočíny. Velká Británie se obávala, že by se Francouzi mohli pokusit anektovat samotný Siam, čímž by narušili rovnováhu sil v oblasti.

## Kolonialismus v Laosu

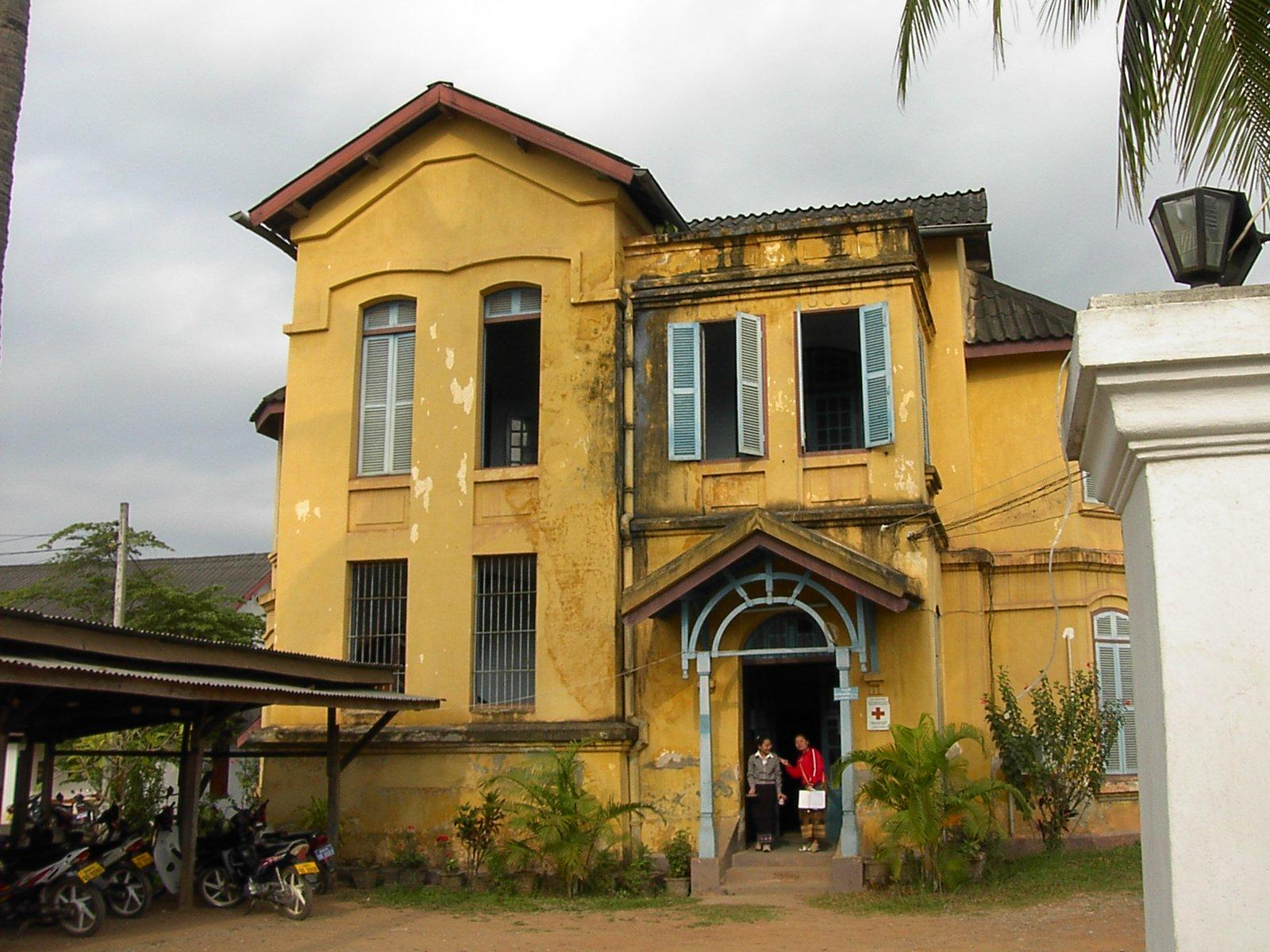
Typický příklad francouzské koloniální architektury v Luang Phrabangu

Kvůli neúspěšným plánům v anektování Siamu a kvůli tomu, že území Laosu bylo nejméně obydlenou indočínskou oblastí (jeho populace byla v roce 1900 odhadována na 470 000 obyvatel) a také nepřítomností mořského přístavu k obchodní činnosti, ztratili Francouzi o Laos většinu svého zájmu. Proto se oblast Laosu po dalších padesát let téměř nerozvíjela. Oficiálně zůstávalo Království Luang Phrabang francouzským protektorátem s vnitřní autonomií, ale v praxi mu vládli francouzští usedlíci, zatímco zbytek laoského území byl spravován jako francouzská kolonie. I nový král v Luang Phrabangu Sisavang Vong, který na trůn nastoupil roku 1904 zůstal po celou dobu své pětapadesátileté vlády loajální vůči Francii.
Ani ekonomicky se Francouzi o rozvoj Laosu nepostarali, tak jak tomu bylo ve Vietnamu a i do státní správy byli často jmenováni Vietnamci namísto Laosanů, což způsobovalo mezi místními obyvateli a vládou napětí a konflikty. Ekonomický rozvoj probíhal v Laosu velmi pomalu a původně bylo hospodářství založeno především na pěstování rýže a výrobě rýžového alkoholu. Navíc Francouzi neměli plány na posilování laoské ekonomiky a komerční aktivity byly ponechány místním lidem. Geografická odlehlost laoských oblastí také způsobila, že bylo toto území méně ovlivněno Francií v porovnání s dalšími francouzskými koloniemi a k roku 1937 se počet francouzských civilistů žijících v Laosu odhadoval na 574, což bylo podstatně méně než jich ve stejné době žilo ve Vietnamu či Kambodži. Pod francouzskou vládou bylo vietnamské obyvatelstvo podporováno v přesídlování do Laosu, což mělo být racionálním řešením praktických problémů v rámci indočínského koloniálního prostoru. V roce 1943 dosáhla vietnamská populace počtu dosahujícího 40 000 a v největších městech tvořili většinu obyvatelstva s právem volit si své vlastní vůdce. Výsledkem migrace tak bylo že 53% obyvatel Vientiane, 85% obyvatel Thakheku a 62% Pakse bylo vietnamského původu. Výjimkou z velkých měst bylo město Luang Phrabang, kde většinu obyvatel tvořilo původní laoské obyvatelstvo. V roce 1945 Francouzi vypracovali ambiciózní plán k přesunu masivní vietnamské populace do tří klíčových laoských oblastí.
Sociální reformy provedené francouzskou správou, jako potlačování lupičství a zákaz otroctví, vedl ke konci právního znevýhodnění etnických skupin Lao Theung a Lao Soung vůči majoritnímu etniku Lao Loum. Později do Laosu přišli vietnamští a čínští obchodníci, kteří zvýšili populaci měst a také oživili místní obchod. Některým lidem z Lao Loum bylo později dovoleno podílet se na místní správě. I přes tyto sociální reformy mnoho minorit, zvláště horské kmeny lidu Lao Soung, neměli z francouzské vlády téměř žádný prospěch a byli jen málo ovlivněni francouzskou kulturou.

## Vzpoury a období před druhou světovou válkou
V roce 1901 propukla v jižním Laosu vzpoura mezi skupinami Lao Theung vedených Ong Keem, který sám sebe prohlásil za phū mī bun (svatý muž) a který vedl mesiášský kult. Vzpoura se postavila francouzské nadvládě nad Laosem a plně se ji nedařilo potlačit až do roku 1910 do doby, než byl Ong Keo zabit. Jeho nástupce poručík Ong Kommandam se poté stal raným vůdce laoského nacionalistického hnutí.
V letech 1899 až 1910 vypukly politické nepokoje v severní provincii Phongsaly, když místní náčelníci horských kmenů začali oponovat francouzské vládě a asimilační politice prosazované na vysočině. V největším rozmachu se nepokoje rozšířili i do oblasti Tonkinu v severním Vietnamu a nejvíce se týkali minoritních skupin Khmu a Hmongů. Ačkoliv vzpoura původně vzplanula jako revolta proti francouzskému vlivu a přitvrzující se správě, později se její cíle změnili na zastavení francouzských pokusů o potlačení obchodu s opiem.
Nestabilita v severním Laosu pokračovala v roce 1919, kdy se Hmongové, kteří patřili k hlavním opiovým producentům v Indočíně, povstali proti francouzským daním a speciálnímu společenskému postavení, kterého se dostávalo lidu Lao Loum, kteří však na vysočině patřili k minoritnímu etniku. Tento konflikt je známý také jako Válka choromyslných. Hmongové prohlásili, že jak Francouzi tak Laosané s nimi jednali jako s podřadnými a necivilizovanými lidmi. Jejich rebelie byla poražena v březnu 1921. Po této vzpouře přiřkla francouzská vláda Hmongům částečnou autonomii v provincii Xiangkhoang.
Na rozdíl od nepokojných horských kmenů na severu, byl střední a jižní Laos více ochotný akceptovat francouzskou vládu oproti předchozí siamské nadvládě a do Laosu se vrátila i značná část Laosanů dříve odešlých do emigrace, což oživilo obchod a zvýšilo místní populaci. Významně rostl počet obyvatel ve městech ležících v údolí Mekongu jako bylo město Vientiane a Savannakhet a založení města Pakse plně upevnilo francouzskou moc nad jižním Laosem, ačkoliv v městech i nadále žila početná vietnamská a čínská menšina.
Aby mohl Laos konkurovat thajskému obchodu, plánovali Francouzi vybudovat přímé železniční spojení mezi Hanojí a Vientiane, ale tyto plány se nikdy neuskutečnily. Přesto se dopravní infrastruktura v Laosu během francouzské koloniální vlády zlepšila poté, co byla vybudována Národní silnice 13, spojující města Vientiane a Pakse. Tato silnice zůstává jednou z nejdůležitějších dálnic do současnosti. V roce 1923 byla ve Vientiane otevřena první právnická škola, která měla sloužit k výuce místních obyvatel se zájmem se uplatnit ve státní správě, avšak velká část studentů školy byla vietnamského původu, kteří stále tvořili většinu úředníků ve státní správě.
Ve 20. letech 20. století se v Laosu začalo s těžbou cínu a s pěstováním kávy, avšak složitý terén a odlehlost země způsobily, že Laos zůstal pro Francouze z větší části ekonomicky neudržitelný. Více než 90% Laosanů se živilo jako nezávislý zemědělci, kteří vyprodukovali navíc pouze tolik, aby mohli zaplatit daně. Ačkoliv se i zde francouzská vláda snažila o asimilační program podobně jako ve Vietnamu, v Laosu probíhal kvůli jeho izolaci a ekonomické nedůležitosti velmi pomalu. Školy byly zakládány především ve velkých městech a trvalo až do 20. let 20. století než se francouzské školství dostalo i do venkovských oblastí. Ve 30. letech 20. století vzrůstal počet lidí z Lao Loum, kteří uměli psát a laoským studentům bylo umožněno dosáhnout vyššího vzdělání na školách v Hanoji a Paříži. Nicméně pokrok se týkal především nížin, ve vyšších polohách rozvoj stagnoval, protože horské kmeny byly buď příliš izolované nebo odmítly nový vzdělávací systém založený na cizí francouzštině přijmout.
Většina Francouzů přicházejících do Laosu jako úředníci, osadníci a misionáři si vybudovala silnou náklonnost k zemi a jejímu lidu a mnozí z nich zasvětili desetiletí věcem zlepšujícím Laosanům život. Někteří se oženili s místními ženami, naučili se místní jazyk, přijali buddhismus a stali se domorodci. Toto chování bylo ve francouzském impériu přijatelnější než tomu bylo v impériu britském.

## Druhá světová válka
Dne 22. září 1940 vstoupily japonské jednotky do Francouzské Indočíny. Toto bylo možné i díky spolupráci představitelů Vichistické Francie, kteří byli do svých funkcí jmenováni několik měsíců před tím po porážce Francie. K následné okupaci pak docházelo postupně, jak byly japonské posádky rozmisťovány na území Indočíny, která byla stále oficiálně pod francouzskou správou.
Již v roce 1932 siamský předseda vlády Plaek Phibunsongkhram svrhl vládnoucího krále a v zemi ustanovil svůj vlastní vojenský diktátorský režim. Později také přejmenoval zemi na Thajsko. Měl také plány na sjednocení thajského lidu v jednom státu, který by zahrnoval i laoský národ. Okolo října 1940 Thajsko vycítilo slábnoucí francouzský vliv v oblasti a započalo s útoky na východním břehu Mekongu mezi Vietiane a provincií Champasak. To v lednu 1941 vyústilo v plnou thajskou invazi. Po thajském vítězství zprostředkovali Japonci thajsko-francouzské příměří a přinutili francouzskou koloniální vládu, aby Thajsku postoupila území laoských provincií Champasak a Xaignabouli a kambodžskou provincii Battambang.
Ztráta těchto území byla silnou ranou pro francouzskou pozici v Indočíně. Díky tomu hlavní laoská provincie Luang Phrabang (stále formálně Království Luang Phrabang) požadovala získat suverenitu. Tento návrh prosazoval korunní princ s francouzským vzděláním Sisavang Vatthana. Tajná francouzská zpráva z března 1941 uznávala nacionalistické touhy šířící se mezi Laosany, ale obávala se, že by se královská dynastie z Champasaku mohla spojit s Thajskem, pokud by se Francouzi podřídili jiné laoské dynastii. Územní ztráty již dříve oslabili francouzský vliv v oblasti. A tak Savang Vatthana a francouzský úředník Maurice Roques podepsali 21. srpna 1941 dohodu, která přiřkla pod správu Luan Phrabangu provincie Xiangkhoang a Vientiane a místní protektorát postavili na stejnou úroveň s protektorátem v Kambodži a Vietnamu. Obnovený zájem o Laos přinesl významnou modernizace královské správy. Francouzi také nic nenamítali proti ambicím rozšířit království směrem na jih. Předsedou vlády se stal princ Phetsarath Ratanavongsa a hlavou poradního výboru krále Sisavang Vonga pak princ Savang Vatthana.
Pro získání podpory a odstranění thajského vlivu podporoval generální guvernér Indočíny Jean Decoux vznik laoského nacionalistického hnutí, Hnutí za národní obrození, které se snažilo bránit laoské území před thajskou expanzí. V tomto období bylo také vybudováno více škol než tomu bylo za posledních čtyřicet let. Hnutí také od ledna 1941 vydávalo propagandistické noviny Lao Nyai (Velký Laos), které nabourávaly thajskou politiku nad laoským lidem a zároveň podporovaly národní cítění mezi Laosany. V novinách byly části věnované poezii oslavující laoskou kulturu a historii i sloupek propagující slavnou historii moderních Laosanů sahající do dob Království Lan Xang. Noviny se však nesměly odchýlit od oficiální francouzské politiky ani stát se vysloveně nacionalistickými. Noviny také informovaly o krocích krále Sisavang Vonga, který povzbuzen rozšířením svého království a tajným ujištěním o možnosti jeho další expanze, podnikl několik cest do jižních měst včetně Champasaku. V průběhu války vzniklo v roce 1944 na jihu země jiné nacionalistické hnutí, Lao-Seri, které na rozdíl od Hnutí za národní obrození nepodporovalo francouzskou vládu a razilo politiku Laos pro Laosany a snažilo se o dosažení nezávislosti.

## Japonský loutkový stát
V roce 1944 byla Francie osvobozena od německé okupace. Ve stejnou dobu japonské císařské jednotky utrpěly rozsáhlé porážky v Tichomoří a na poslední chvíli se Japonsko v březnu 1945 pokusilo zničit francouzskou kontrolu nad indočínskými koloniemi. Mnoho francouzských úředníků v Laosu bylo Japonci uvězněno nebo popraveno. Profrancouzský král Sisavang Vong byl také uvězněn a Japonci spolu s naléháním prince Phetsarata donucen k odvolání platnosti francouzského protektorátu a 8. dubna 1945 souhlasil s přijetím země do Velké východoasijské sféry vzájemné prosperity. Princ Phetsarat zůstal předsedou vlády i v nově vzniklém japonském loutkovém státě.
Po japonské kapitulaci v srpnu 1945 se princ Phetsarat snažil o sjednocení jižních provincií pod vládu nyní nezávislého Luang Phrabangu. To jej postavilo do sporu s králem a královským dvorem, který již souhlasil s návratem země pod francouzskou koloniální správu. Phetsart se snažil krále přesvědčit, aby své rozhodnutí přehodnotil a poslal několik telegramů všem laoským provinčním guvernérům s ujištěním, že kapitulace Japonska nic nemění na laoském statutu nezávislého státu a nabádal je k odporu před jakoukoliv cizí intervencí. 15. září 1945 pak vyhlásil vznik Laoského království, skládajícího se z jižních provincií. To přimělo krále 10. října 1945 k princově odvolání s funkce předsedy vlády.

## Obnova koloniální správy
V následném mocenském vakuu bez japonské či francouzské kontroly, odvolaný princ Phetsarath spolu s dalšími laoskými nacionalisty vytvořil Lao Issara (Svobodný Laos), který převzal kontrolu nad vládními záležitostmi a znovu vyhlásil 12. října 1945 nezávislost. Katay Don Sasorith, ministr financí v nově ustanovené vládě po válce napsal, že zatímco návrat původního stavu byl žádoucí pro korunního prince Savanga, který podle ministra nikdy nepracoval a nikdy se nestaral o potřeby laoského lidu, bylo však zcela proti vývoji společenských nálad a názorů od siamské agrese v roce 1940 do japonské intervence v roce 1945. Vláda Lao Issara vyzvala krále k abdikaci a v době kdy čekala na jeho rozhodnutí, vpochodovala 10. listopadu 1945 skupina třiceti ozbrojenců vedených princem Sisoumang Saleumsakem a princem Bougnavatem do královského paláce a královskou rodinu uvrhla do domácího vězení.
Situace se v té době stávala chaotickou v celé Indočíně, čínská 93. divize pod velením generála Lu Chana obsadila a odzbrojila Japonce v severní části kolonie, zatímco Britové pod velením generála Douglase Graceyho udělali totéž na jihu. Britové usnadňovali obnovu francouzské vlády, zatímco Číňané ji bránili. Ve stejné době začal povstávat komunistický Viet Minh, který bojoval proti novým okupantům stejně jako proti návratu francouzské nadvlády. V Laosu byli sympatizanti se všemi frakcemi, s Francouzi, Thajci, Vietnamci i královští nacionalisté a situace v zemi byla velmi nepřehledná. Monarchie z Luang Phrabang se nechala ujistit sliby generála Charlese de Gaulla o sjednocení Laoského království a pokračovala ve své podpoře francouzské strany. Zároveň se obávala čínské a vietnamské hrozby, neboť nebyli schopní se případné agresi žádným způsobem bránit. Vliv Viet Minhu znepokojoval také podporovatele vlády Lao Issara a prince Phetsaratha. Ten v říjnu 1945 prohlásil že se Laosané na vlastní půdě stali chudou a zaostalou menšinou ve srovnání s vietnamskou většinou v laoských městech.
Na začátku roku 1946 začala vláda Lao Issara ztrácet kontrolu. Rychle jim docházely peníze a nemohli se spolehnout na žádnou zahraniční podporu, neboť spojenci podporovali návrat francouzské vlády. Největší slabinou Lao Issara bylo, že hnutí po celou dobu zůstalo malým hnutím spoléhajícím především na městské oblasti, které se nedokázalo spojit s venkovským obyvatelstvem. Při posledním zoufalém pokusu o legitimizaci jejich vlády vyzvala Lao Issara krále Sisavanga Vonga, aby se vrátil na trůn jako konstituční monarcha, s čímž král souhlasil. Ústup Číňanů vedl k tomu, že Francouzi pod velením plukovníka Hanse Imfelda vstoupili na konci dubna 1946 do hlavního města Vientiane, kde osvobodili francouzské vězně. Do května 1946 postoupili až do Luang Prabangu a vláda Lao Issara odešla do exilu v Thajsku.

## Konec koloniální správy
Po obnovení francouzské správy si Francouzi uvědomili, že se Laos změnil víc, než si dříve připouštěli. Dokonce i Laosané podporující návrat Francouzů, viděli jejich vládu pouze jako dočasný, avšak nezbytný krok k zisku plné nezávislosti země. 27. srpna 1946 byla podepsána dohoda, která umožnila vznik Laoského království jako konstituční monarchie v rámci Francouzské unie. Aby bylo zajištěno, že se dynastie z Luang Phrabangu stane hlavní laoskou dynastií, vzdal se princ Boun Oum z champasakské dynastie podle tajného protokolu následnických práv výměnou za jeho doživotní ustanovení generálním inspektorem v novém království. Poté, co Francie pohrozila Thajsku s blokováním jeho vstupu do Organizace spojených národů, byly provincie obsazené v roce 1941 Thajskem vráceny v listopadu 1946 Laosu. V prosince 1946 se konaly volby do Ústavodárného shromáždění, které se následně sešlo v březnu 1947 a schválilo novou ústavu, podle které 11. května 1947 vzniklo Laoské království, které se stalo členem reorganizované indočínské federace.
Hnutí Lao Issara se v exilu začalo rozpadat do frakcí. S pomocí Viet Minhu podnikaly malé partyzánské nájezdy proti Francouzům, avšak poté, co se politika Thajska začala v roce 1947 přiklánět k francouzským zájmům, musela Lao Issara ukončit své vojenské aktivity podnikané z thajského území.
Poté, co na základě vnějších i vnitřních tlaků získal Laos v červenci 1949 větší autonomii, byla spokojená skupina Lao Issara rozpuštěna a její členové se díky amnestii mohli vrátit do Laosu. V té době mohl Laos také vstoupit do OSN, ačkoliv jeho zahraniční politika a národní obrana byly stále kontrolovány Francií. Následné celosvětové protikoloniální nálady a francouzské ztráty během první války v Indočíně vedly k vyhlášení plné laoské nezávislosti na základě smlouvy z roku 1953. Rozpad Francouzské Indočíny byl dovršen v roce 1954 během Ženevské konference.